# 帕克城 (伊利諾伊州)
帕克城（英語：Park City）是位於美國伊利諾伊州萊克縣的一個村落。

## 地理
帕克城的座標為37°34′04″N 88°47′52″W / 37.56778°N 88.79778°W，而該地最高點為海拔高度178米（即585英尺）。

## 人口
根據2010年美國人口普查的數據，帕克城的面積為5.00平方千米，當中陸地面積為5.00平方千米，而水域面積為5.00平方千米。當地共有人口500人，而人口密度為每平方千米100人。